# Bernátfalva
Bernátfalva (szlovákul: Bernátovce) Kassamindszent településrésze, 1961 előtt önálló falu Szlovákiában, a Kassai kerület Kassa-vidéki járásában.

## Fekvése
Kassától 10 km-re, délkeletre található.

## Története
1406-ban „Felswkaxo” néven említik először. 1427-ben egy porta volt a faluban Koksói László birtokában. A 15. századig „Felsew Kaxomenthzenth” néven említik, „Bernaldfalwa” néven 1454-ben szerepel először oklevélben.
A 18. század végén Vályi András így ír róla: „BERNÁTFALVA. Tót falu Abaúj Vármegyében, birtokosa Demeczky Uraság, lakosai leg inkább katolikusok, ambár legelője szoross, és a’ határban semmi épűletre való fája nintsen; de mivel Kassához közel van, és lakosai mind szekéren, mind kézzel pénzt kereshetnek, ’s vagyonnyaikat jó móddal eladhattyák, első Osztálybéli.”
Fényes Elek 1851-ben kiadott geográfiai szótárában így ír a faluról: „Bernáthfalva, tót falu, Abauj vgyében, ut. p. Kassához 1 1/2 órányira: 368 kath., 4 ref., 71 zsidó lak. F. u. Bernáth és Demeczky nemzetségek.”
Borovszky Samu monográfiasorozatának Abaúj-Torna vármegyét tárgyaló része szerint: „Koksó-Baksától nyugatra, a kassa-ujhelyi országut mellett vannak az u. n. »aprófalvak«, ugymint Buzafalva 53 házzal, 352 magyar és tót lakossal; Bernátfalva 37 házzal, 223 magyar és tót ajku lakossal; Koksó-Mindszent, 40 házzal, 251 német és tót ajku lakossal, régi kath. templommal, mely 1695-ben épült; Csontosfalva, 39 házzal, 284 magyar és tót ajku lakossal; Gecse, 62 házzal 503 magyar és tót ajku lakossal. Mind az öt kisközségnek a postája és táviró-állomása Csány. Eredetileg, a személy- és dülőnevek bizonysága szerint, magyarok lakták ezt az öt falut is, de a kurucz háboruk lezajlása után betelepitett tótok eltótositották. Lakosaik közül sokan vándoroltak ki Amerikába, otthagyván gazdátlanul apró házaikat, melyek egymásután düledeznek össze.”
1910-ben 240, többségben szlovák lakosa volt, jelentős cigány kisebbséggel. A trianoni diktátumig Abaúj-Torna vármegye Kassai járásához tartozott. 1938 és 1944 között – az I. bécsi döntés következtében – ismét magyar fennhatóság alá került.
1961-ben vonták össze Búzafalva, Csontosfalva és Kassamindszent településekkel.

## Lásd még
- Búzafalva
- Csontosfalva
- Kassamindszent